# Diócesis de Fano-Fossombrone-Cagli-Pergola
La diócesis de Fano-Fossombrone-Cagli-Pergola (en latín: Dioecesis Fanensis-Forosemproniensis-Calliensis-Pergulana y en italiano: Diocesi di Fano-Fossombrone-Cagli-Pergola) es una circunscripción eclesiástica de la Iglesia católica en Italia. Se trata de una diócesis latina, sufragánea de la arquidiócesis de Pésaro. Desde el 3 de mayo de 2023 su obispo es Andrea Andreozzi.

## Territorio y organización

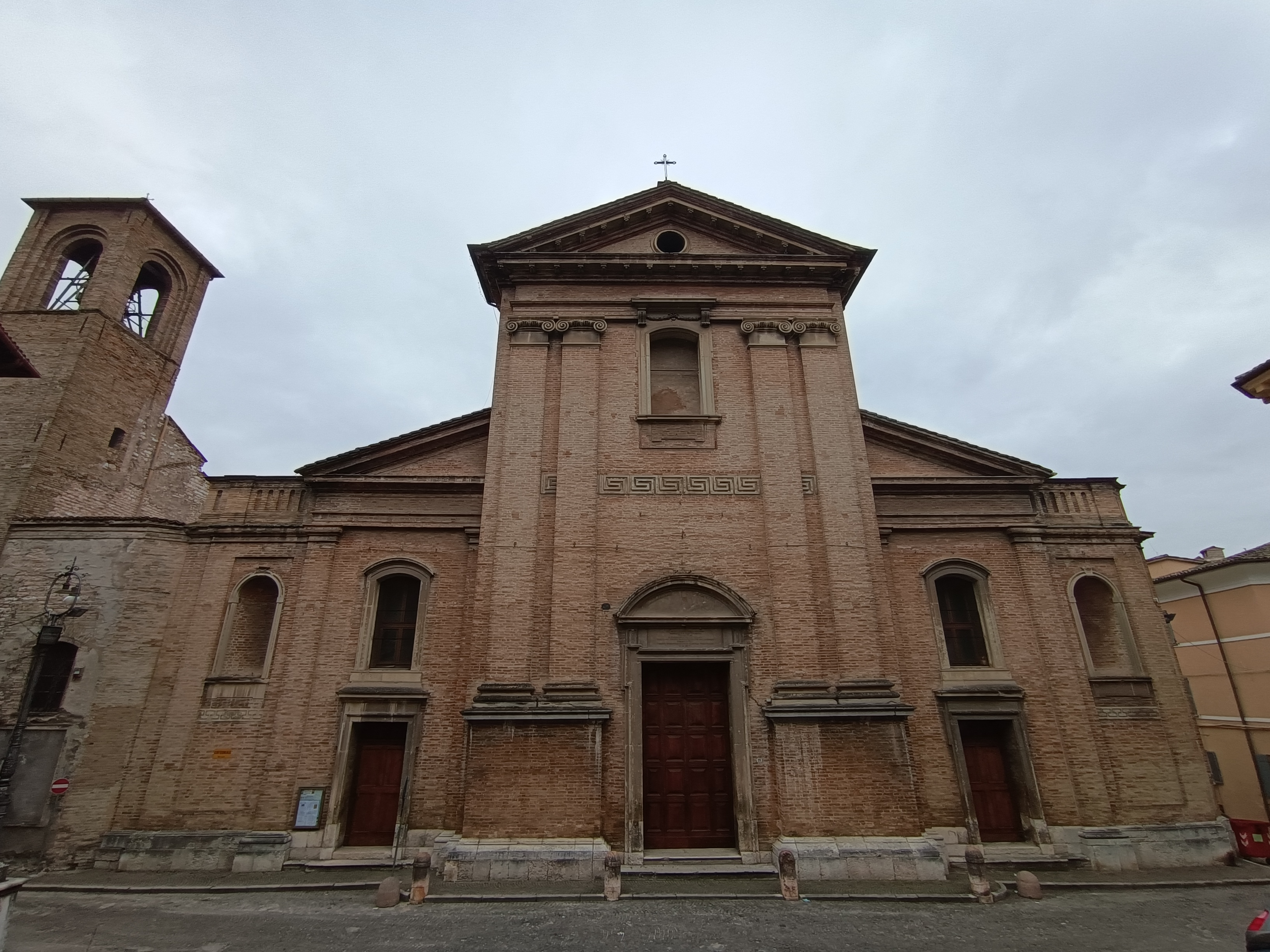
Concatedral de los Santos Aldebrando, Agostino y Maurencio, en Fossombrone

La diócesis tiene 1100 km² y extiende su jurisdicción sobre los fieles católicos de rito latino residentes en parte de la región de Marcas, comprendiendo: 
- en la provincia de Pésaro y Urbino las comunas de: Apecchio, Barchi, Cagli, Cartoceto, Fano, Fossombrone (excepto la fracción de Calmazzo[nota 1]), Fratte Rosa, Frontone, Isola del Piano (solo la fracción de Castelgagliardo[nota 2]), Mombaroccio (solo la fracción de Montegiano[nota 3]), Mondavio, Mondolfo (exclusivamente para la parte norte de la fracción de Marotta[nota 4]), Montefelcino (excepto las fracciones de Monteguiduccio y Fontecorniale[nota 5]), Montemaggiore al Metauro, Orciano di Pesaro, Pergola, Piagge, Saltara, San Costanzo (excepto la fracción de Stacciola[nota 6]), San Giorgio di Pesaro, San Lorenzo in Campo, Sant'Ippolito, Serra Sant'Abbondio, Serrungarina;
- en la provincia de Ancona las fracciones de Palazzo y Nidastore de la comuna de Arcevia.[nota 7])

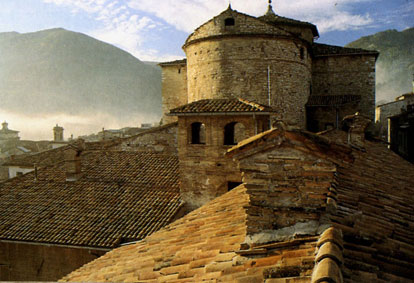
Concatedral basílica de la Asunción de María, en Cagli

La sede de la diócesis se encuentra en la ciudad de Fano, en donde se halla la Catedral basílica de Santa María Asunta. En Fossombrone se encuentra la Concatedral de los Santos Aldebrando, Agostino y Maurencio, en Cagli la Concatedral basílica de la Asunción de María (o de Santa María Asunta) y en Pergola la Concatedral de San Andrés Apóstol. También hay otras tres basílicas menores: San Paterniano, en Fano; de San Lorenzo, en la abadía de San Lorenzo in Campo; y la basílica de la Santa Cruz en el monasterio de Fonte Avellana.

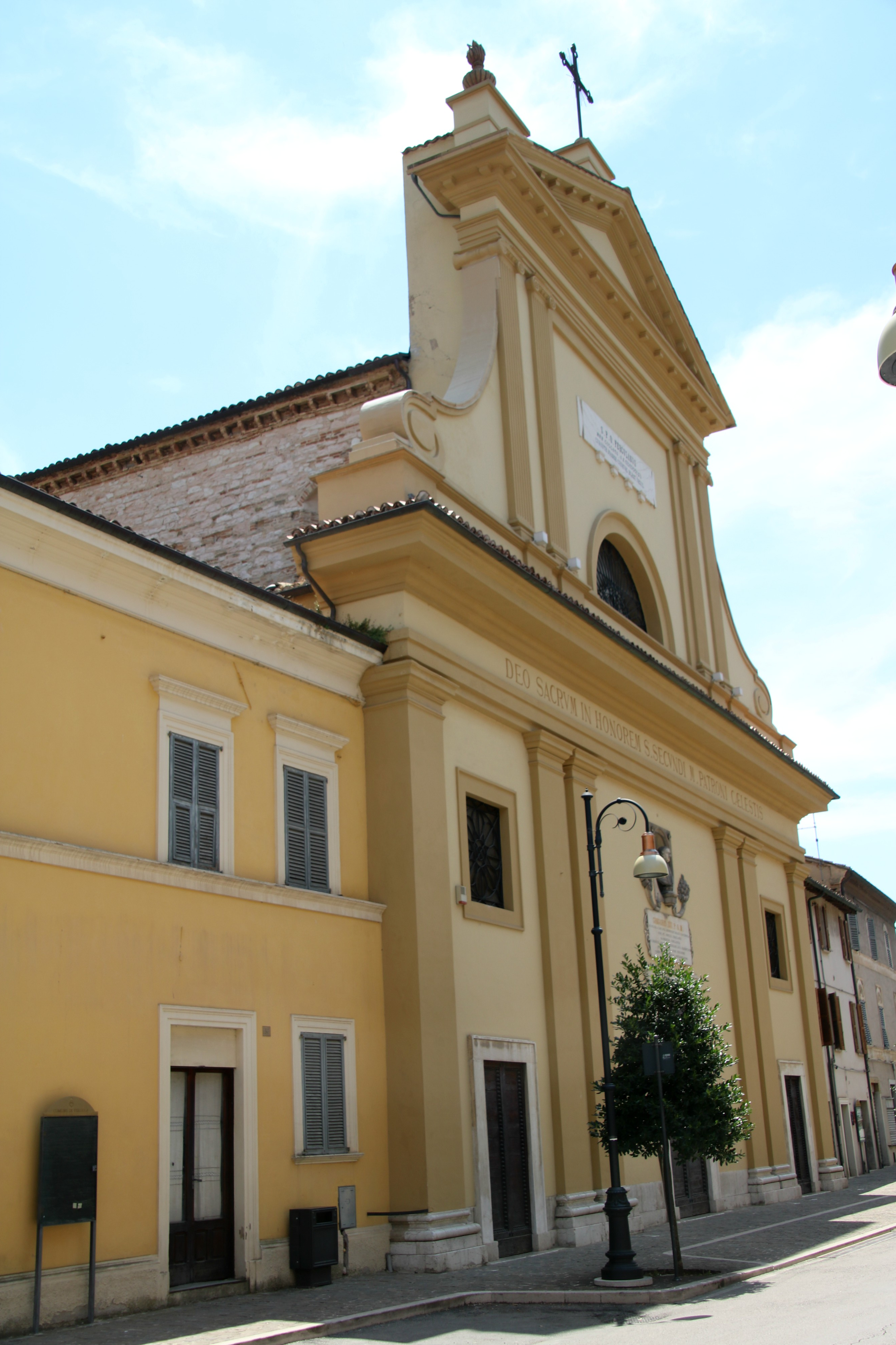
Concatedral de San Andrés Apóstol, en Pergola

En 2021 en la diócesis existían 74 parroquias agrupadas en 5 vicarías: Fano, Valle del Metauro, Fossombrone, Cagli y Pergola.

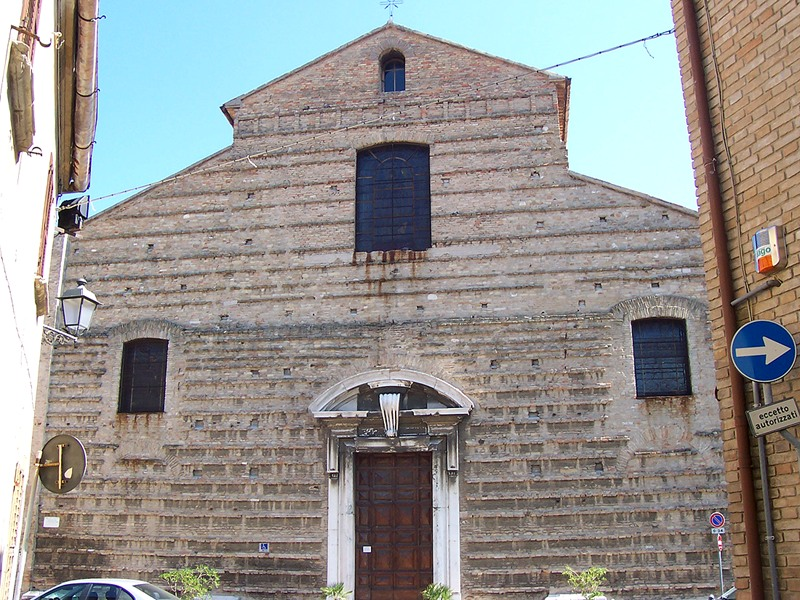
Basílica de San Paterniano, en Fano

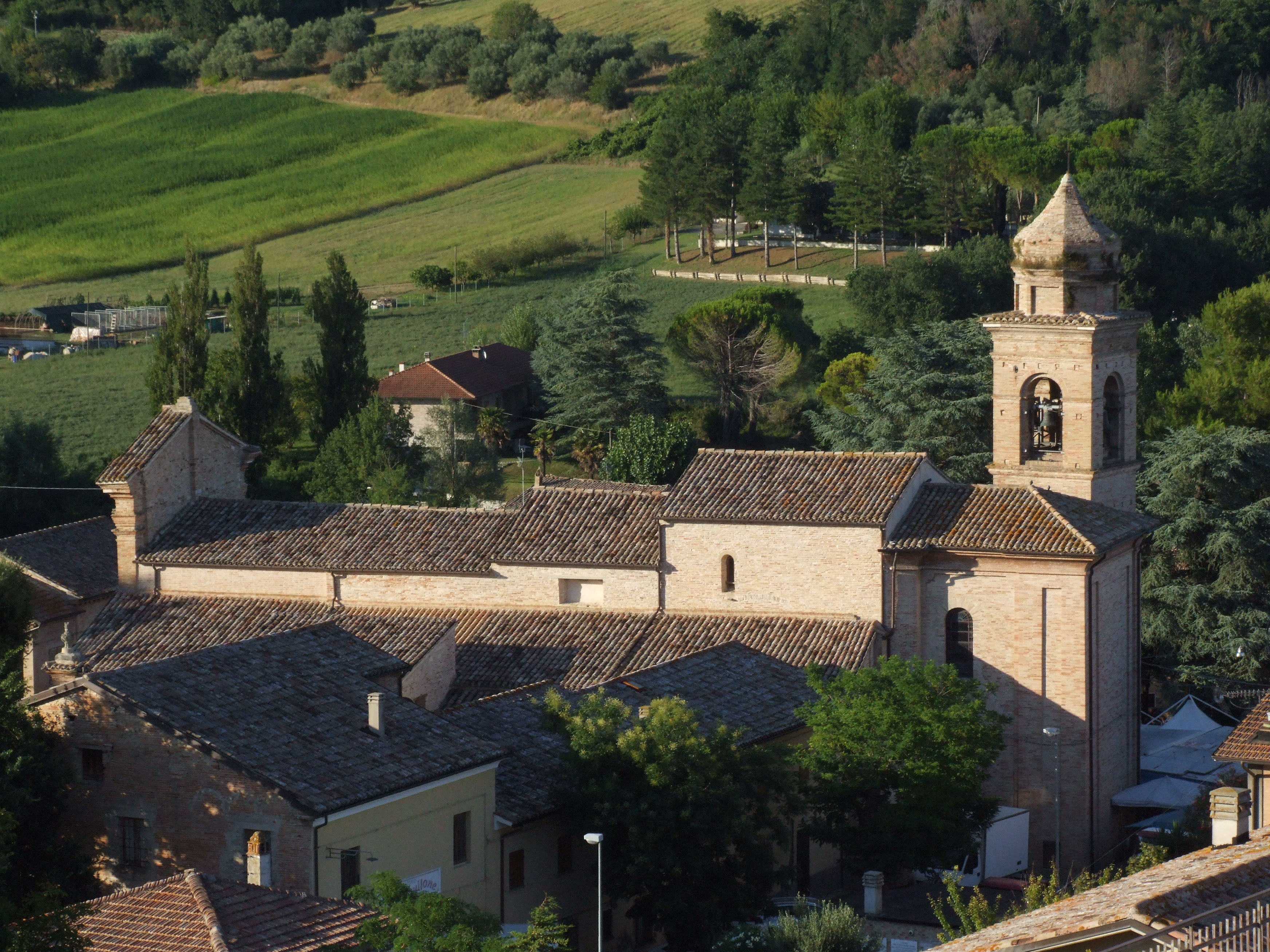
Basílica de la San Lorenzo, en la abadía de San Lorenzo in Campo

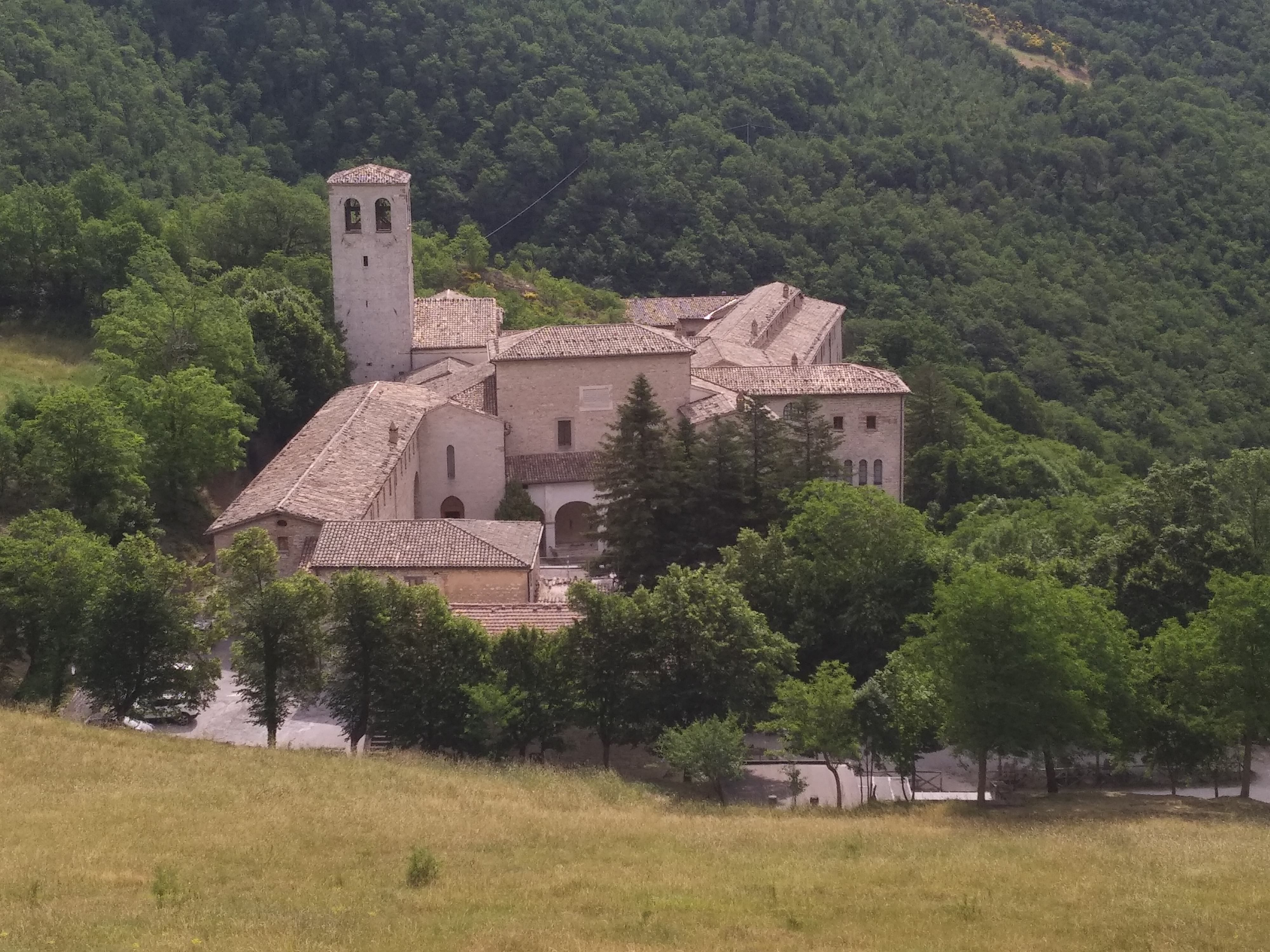
Basílica de la Santa Cruz en el monasterio de Fonte Avellana

## Historia
La diócesis actual nació en 1986 de la unión de cuatro sedes episcopales anteriores.

### Diócesis de Fano
Los orígenes de la diócesis son inciertos. Según la tradición, relatada por el historiador de Fano Amiani, la evangelización de Fano se debió al paso del apóstol san Pedro, de san Apolinar y de un obispo llamado Ptolomeo en la ciudad. Históricamente, los primeros datos ciertos se remontan a finales del siglo V con el obispo san Vitale que en 499 estuvo presente en el sínodo romano convocado por el papa Símaco y que firmó los decretos con el título de obispo de Fano; igualmente san Eusebio, un poco más tarde, firmó los del sínodo del 6 de noviembre de 502. Según estas fuentes se puede afirmar sin lugar a dudas que la diócesis de Fano se remonta al menos a finales del siglo V, aunque la leyenda dice que fue fundada en el siglo I.
Desde la antigüedad, la diócesis de Fano estuvo inmediatamente sujeta a la Santa Sede, estatus que mantuvo hasta 1986. Entre los primeros obispos de Fano se recuerda a Fortunato, destinatario de una carta de Gregorio Magno en 596; Scolastico, que participó en el Concilio de Letrán de 649 donde se condenó la herejía monotelita; Domenico, que en el año 680 estuvo entre los obispos que renovaron esta condena en el concilio convocado por el papa Agatón; y luego nuevamente Amato, Mauro y Agriperto, que participaron en los concilios romanos, respectivamente, en 743, 769 y 826.
Entre 755 y 774 el centro religioso de Fano fue donado a la Iglesia por los francos de Pipino el Breve y Carlomagno. Aunque este territorio estaba bajo el gobierno directo de los papas, mantuvo bastante autonomía. En 1335 el papa Benedicto XII encargó a la signoria de los Malatesta asumir el vicariato de la ciudad. Sin embargo, permanecieron hasta 1463 tras las rebeliones populares del pueblo Fano contra Sigismondo Malatesta. Estas revueltas tenían como objetivo obtener una gobernación completamente eclesiástica: por ello, a partir de esa fecha, la Iglesia colocó a un gobernador pontificio al frente del territorio.
En el siglo XVI la sede de Fano fue ocupada por uno de los teólogos más ilustres del siglo, el cardenal dominico Pietro Bertani, que participó en el Concilio de Trento; también fue nuncio apostólico ante el emperador Carlos V de Habsburgo; en Fano favoreció varias obras públicas, entre ellas la fuente de Piazza Maggiore y la iglesia de San Paterniano.
Los obispos posteriores de Fano estuvieron particularmente comprometidos con la implementación de los decretos de reforma establecidos en el Concilio de Trento. El obispo Francesco Rusticucci fue responsable de la fundación del seminario episcopal en 1575. Giulio Ottinelli (1587-1603) celebró el primer sínodo diocesano, se hizo cargo del seminario recién erigido, introdujo a los mínimos en la diócesis y recibió en la ciudad al papa Clemente VIII, natural de Fano.
En este mismo período, a los obispos de Fano se les confiaban a menudo deberes diplomáticos en nombre de la Santa Sede. Además del citado Pietro Bertani, se puede mencionar a Ippolito Capilupi, nuncio en Venecia de 1561 a 1565; Giulio Ottinelli, nuncio en Saboya hasta 1592; Tommaso Lapis (1603-1622), que durante breves períodos fue nuncio en Polonia y luego en España; Giulio Cesare Sacchetti (1626-1635), legado papal en Ferrara y Bolonia; Angelo Maria Ranuzzi, que fue enviado nuncio extraordinario en París en 1683.
Durante el período napoleónico, la diócesis vivió tiempos difíciles y fueron sobre todo sus obispos quienes pagaron el precio. Antonio Gabriele Severoli fue desterrado por los franceses a Castrocaro, mientras que su sucesor Francesco Paolucci Mancinelli sufrió prisión y exilio de 1809 a 1814. Correspondió a Nicola Serarcangeli (1817-1833) reavivar la suerte de la diócesis después de este período turbulento: «Visitó la diócesis varias veces, reavivó el seminario, es el primero en introducir el instituto del Maestre Pie Venerini, reabrió los conventos de monjas, se hizo cargo de los bienes de la mensa episcopal, a la que añadió una casa de campo, equipó la catedral con un nuevo órgano...»
Después de la unificación, el obispo Vespasiani fue juzgado y encarcelado el Jueves Santo, 17 de abril de 1862, por haber defendido los derechos de la Iglesia contra los abusos del Estado unificado.
A petición del obispo Vincenzo Franceschini (1896-1916), el papa Pío X instituyó en Fano el seminario regional de Marca. Su sucesor Giustino Sanchini (1916-1937) fundó el "Boletín Oficial de la Diócesis".

### Diócesis de Fossombrone
El nombre de la antigua ciudad de Fossombrone parece derivar del latín Forum Sempronii, es decir, del triunviro Cayo Sempronio Graco, que llegó a este lugar hacia el 133 a. C. para implementar la reforma agraria.
El evangelio de Cristo fue llevado a esta zona por san Feliciano de Foligno, hacia el siglo III. Durante el imperio de Diocleciano hubo los primeros mártires locales. Aún hoy se conservan en la catedral los restos mortales de los mártires Marenzo, Fravita, Urbano, Vincenzo y Martiniano, mientras que los de los mártires Aquilino, Gemino, Gelasio, Magno, Donato y Timoteo se conservan en la iglesia de San Filippo.
Muchos de estos santos son mencionados en el Martyrologium Hieronymianum, lo que daría fe de la antigüedad de la presencia cristiana en el territorio. Según el historiador local Augusto Vernarecci, uno de estos mártires, Timoteo, habría sido el primer obispo de Fossombrone, y habría sufrido el martirio bajo el emperador Diocleciano.
Desde un punto de vista histórico, la diócesis de Fossombrone está ciertamente atestiguada durante el pontificado del papa Símaco (498-514); entre los obispos que participaron en los concilios de 499 y 502 se encontraba también Inocencio, episcopus ecclesiae Forosemproniensis. Hacia mediados del siglo VI es conocido el obispo Paulino, quien en el año 559 está documentado en una carta del papa Pelagio I por haberse negado a firmar la condena de los Tres Capítulos.
En el siglo V las incursiones bárbaras de los godos devastaron la ciudad. Después de la batalla ganada por el bizantino Narsés, Fossombrone pasó bajo el exarcado de Ravena y formó parte de la Pentapoli Annonaria junto con Urbino, Cagli, Gubbio e Iesi. En el siglo VIII la ciudad fue destruida por los lombardos liderados por Liutprando y posteriormente reconstruida. En este período convulso, no hay información cierta sobre los obispos de Fossombrone hasta el siglo IX, cuando se documenta la presencia de obispos de Forsemprone en los concilios romanos de 826, 853 y 869.
En 1057 el papa Víctor II, para aliviar la pobreza del obispo de Fossombrone, separó Massa di Sorbetolo de la diócesis de Senigallia y la atribuyó a la mensa episcopal de Fossombrone con todos los derechos eclesiásticos y feudales: así Loretello, Nidastore, Montesecco, San Pietro y Palace pasaron a formar parte integrante de la diócesis de Fossombrone. El obispo de Senigallia no aceptó esta sustracción a gran escala de su diócesis y las disputas con Fossombrone duraron casi doscientos años.
En 999 el emperador Otón III donó la ciudad al papa Silvestre II y, hacia 1200, con el papa Inocencio III pasó a ser feudo de Azzo VI de Este. Mediante bula del papa Honorio III de 19 de mayo de 1224, se definieron los límites de la diócesis; y con escritura de enfeudamiento del 12 de julio de 1228, Azzo VII concedió la ciudad de Fossombrone y todos los castillos, villas y habitantes del campo en feudo al obispo Monaldo II por tres años. Posteriormente la ciudad pasó bajo el señorío de Rímini de la familia Malatesta. Galeazzo Malatesta lo vendió por 13 000 florines de oro a Federico da Montefeltro, quien lo vendió a la noble familia Della Rovere.
En la primera mitad del siglo XIII, el obispado fue ocupado por san Aldebrando (circa 1230-1250), canónigo de Santa María de Porto cerca de Ravena, preboste de la Catedral de Rímini y predicador contra los patarinos de Rímini. Elegido obispo de Fossombrone probablemente hacia mediados de 1230, fue el principal responsable de la reconstrucción de la catedral, destruida por los fanesios, y de la reorganización de la situación patrimonial de su diócesis. Es venerado como el santo patrono de Fossombrone.
El 4 de junio de 1563 la diócesis, hasta entonces inmediatamente sujeta a la Santa Sede, pasó a formar parte de la provincia eclesiástica de la arquidiócesis de Urbino.
El seminario diocesano surgió en 1581 gracias a la obra del obispo Ottavio Accoramboni, quien lo inauguró en su propio palacio noble. Posteriormente fue ampliada por el obispo Giambattista Zeccadoro. El propio Accoramboni fue el responsable de la celebración de los primeros sínodos siguiendo las indicaciones del Concilio de Trento.
Con una resolución pontificia del 15 de noviembre de 1632, que puso fin a una antigua controversia, las parroquias y territorios, conocidos como Ravignana, que hasta entonces dependían del monasterio de Classe de Ravena, es decir, los castillos de Fratte Rosa, fueron unidos a la diócesis de Fossombrone, Torre San Marco, Montevecchio, Monterolo y San Vito sul Cesano. A cambio, la iglesia de Santa Francesca Romana con el terreno circundante en Fossombrone fue donada a los monjes de Classe para la construcción de un monasterio (nunca construido).
La segunda mitad del siglo XVII vio el episcopado más largo de la historia de la diócesis, el de Giambattista Zeccadoro, obispo de 1648 a 1696 (48 años).
Durante la era napoleónica, el obispo Giulio Maria Alvisini (1808-1823) se negó a prestar juramento de lealtad a Napoleón Bonaparte y, por lo tanto, fue enviado al exilio durante seis años.
Tras la unificación de Italia, el obispo Filippo Fratellini (1851-1884) fue juzgado por haber respondido a una circular ministerial insultante contra el episcopado.
En un boletín diocesano que data de 1932, sobre la recogida de las ofrendas parroquiales, se enumeran las siguientes comunas y fracciones, pertenecientes a la sede de Fossombrone en esa fecha: Fossombrone, Bellaguardia, Cartoceto di Pergola, Caspessa, Castelgagliardo, Fratte Rosa, Isola di Fano, Lastreto, Loretello, Montalto, Montefelcino, Montemontanaro, Montesecco, Montevecchio, Monterolo, Nidastore, Palazzo, Reforzate, Sant'Anna del Furlo, San Gervasio, Sant'Ippolito, Santa Maria della Valle, San Martino Casalduca, San Martino dei Muri, San Pietro in Musio, San Vito sul Cesano, Sorbolongo, San Bartolo, Torre San Marco, Torricella y Villa del Monte.
En el momento de la plena unión con las diócesis de Fano, Cagli y Pergola, la diócesis de Fossombrone incluía 16 parroquias:
- 2 en la comuna de Arcevia: Santi Pietro e Stefano en Palazzo, y Santa Maria Assunta en Nidastore;
- 1 en la comuna de Barchi: San Maurizio;
- 6 en la comuna de Fossombrone: Santi Aldebrando y Agostino (catedral), Sant'Antonio Abate, Santi Gabriele dell'Addolorata y Martino, Santi Giovanni Battista, Michele y Vitale en Isola di Fano, Santa Maria Ausiliatrice, San Martino;
- 1 en la comuna de Fratte Rosa: Santi Giorgio y Marco;
- 2 en la comuna de Montefelcino: Santos Pedro, Pablo, Marcos y Severo, y San José Obrero;
- 1 en la comuna de Pergola: Santi Pietro y Lucía en Pergola;
- 2 en la comuna de Sant'Ippolito: Sant'Ippolito y Santa María del Rosario;
- 1 en la comuna de San Lorenzo in Campo: San Vito en San Vito sul Cesano.

### Diócesis de Cagli
La región, situada en una posición favorable a lo largo de la Vía Flaminia, fue una zona fácil para la evangelización desde los primeros años de las comunidades cristianas. El Municipium en la época romana «se extendía desde Candigliano hasta Cesano, desde Punta Cale del Furlo hasta la cuenca de los Apeninos».
Según Louis Duchesne, la diócesis de Cagli, históricamente establecida sólo desde el siglo VIII, deriva de la antigua sede de Pitinum Mergens, a 8 km de distancia aproximadamente de Cagli, de la cual se sabe que un obispo, Romano, participó en el concilio romano convocado por el papa Símaco en el año 499.
La tradición ha atribuido a la diócesis otros dos obispos, Greciano, presente al Concilio de Rímini de 359, y Vaticano, presente en Roma en 502 en otro sínodo convocado por el papa Símaco. Sin embargo, su atribución es incierta, porque las palabras de los manuscritos no aseguran su pertenencia a Cagli. Esta dificultad surge también para muchos de los otros obispos atribuidos a Cagli en el primer milenio cristiano.
Tras la caída del Imperio romano occidental, la diócesis vio la llegada de los bárbaros; sin embargo, se salvó de incendios y destrucción, gracias también a su favorable ubicación. Posteriormente este territorio fue dominado por los godos, los bizantinos y luego los lombardos. Finalmente el papa Esteban II (752-757), gracias a la ayuda de Pipino, rey de los francos, logró arrebatar el territorio de Cagliari a los lombardos.
A partir de esta época, están atestiguados con certeza los primeros obispos de Cagli: Gioviano, que estuvo entre los padres del Concilio de Letrán convocado por el papa Esteban III en 769 para deponer al antipapa Constantino II; Adelfredo quien, según el historiador Tarducci, estuvo presente en Roma en 774 cuando el rey franco Carlomagno llegó a la ciudad; Passivo, Andrea y Martino, que participaron en los concilios romanos de 826, 853 y 861 respectivamente.
La segunda mitad del siglo XII está marcada por la presencia en el obispado de Cagli de san Rainerio, amigo de san Ubaldo, obispo de Gubbio; Rainerio fue obispo de Cagli de 1160 a 1175, año en el que fue trasladado al arzobispado de Split, donde murió asesinado por defender los bienes de la Iglesia en 1180.
El 4 de junio de 1563 la diócesis, hasta entonces inmediatamente sujeta a la Santa Sede, pasó a ser sufragánea de la arquidiócesis de Urbino.
El obispo Giovanni Battista Torleoni (1565-1567) fue el primero en aplicar en la diócesis los decretos de reforma promulgados por el Concilio de Trento, convocando dos sínodos diocesanos. Pacifico Trani fue responsable del establecimiento del seminario episcopal en junio de 1644.
Durante el siglo XVII se reconstruyó la antigua catedral de Cagli. Las obras de reconstrucción, iniciadas por el obispo Trani en 1646, fueron terminadas por Andrea Tamantini, que consagró solemnemente el nuevo edificio el 10 de octubre de 1677.
Durante el episcopado de Lodovico Agostino Bertozzi, la ciudad de Cagli fue sacudida por un terrible terremoto, el día de Pentecostés, el 3 de junio de 1781, y el propio obispo se salvó por un milagro del derrumbe parcial de la catedral, durante la celebración litúrgica, que provocó la muerte de setenta y cinco personas. Bertozzi se comprometió personalmente a recaudar los fondos necesarios para la reconstrucción de la catedral y de los edificios destruidos de la ciudad.
Desde el 18 de enero de 1819, la diócesis de Cagli se unió aeque principaliter a la diócesis de Pergola, erigida con territorios tomados de la sede de Cagli.
El 19 de marzo de 1984, mediante el decreto Conferentia Episcopalis de la Congregación para los Obispos, la diócesis adquirió las parroquias de la comuna de Apecchio que hasta entonces pertenecían a la diócesis de Città di Castello.
En el momento de la plena unión con las diócesis de Fano, Fossombrone y Pergola, la diócesis de Cagli incluía 13 parroquias:
- 2 en la comuna de Apecchio: San Martino y Santa Maria Assunta en Serravalle di Carda;
- 8 en la comuna de Cagli: Santa Maria Assunta (catedral), Sagrado Corazón de Jesús en Pianello, Santa Maria ad Nives en Tarugo, Santi Cristofoco e Nicolò en Secchiano, Santa Maria Assunta en Naro, San Pietro en Pianello, San Severo en Smirra y Santísima Virgen del Rosario en Acquaviva;
- 1 en la comuna de Frontone: Inmaculado Corazón de María;
- 2 en la comuna de Piobbico: San Donato y Santa Maria in Val d'Abisso.

### Diócesis de Pergola
A principios del siglo XIX, los territorios de la futura diócesis de Pergola vivían una situación jurídica bastante compleja, estando sometidos a la jurisdicción de diversos órganos eclesiásticos:
- la mayor parte de la ciudad de Pergola y su territorio pertenecían a la diócesis de Gubbio;
- el territorio a la derecha del río Cesano en dirección al mar, desde su nacimiento en Catria, incluido el convento de Zoccolanti, la iglesia de la Virgen en Cotano en Valrea,[nota 11] la del Tinte, la Virgen del Ponte, Serralta, Colgodeccio, Pantana más allá de Cesano y Sant'Onofrio formaban parte de la diócesis de Nocera Umbra; estos territorios eran lo que quedaba del antiguo ducado lombardo de Spoleto y del gastaldato de Nocera;
- además la abadía territorial de Nonántola ejercía su jurisdicción sobre la parroquia de San Marco cuya iglesia estaba dentro de las murallas de la ciudad con su barrio a su alrededor y gran parte del territorio extramuros;
- el abad de Sitria tenía jurisdicción sobre la parroquia de Santa María en la Piazza Grande, mientras que el de Fonte Avellana sobre la parroquia de Sant'Andrea;
- finalmente la diócesis de Cagli quedó encajada en el distrito de Conce con la parroquia de San Biagio.

El papa Pío VII quiso unir todos estos territorios de Pergola con la diócesis de Cagli; el intento se logró una vez superada la oposición del obispo de Gubbio (a quien concedió a cambio la exención de la jurisdicción metropolitana del arzobispo de Urbino) con la bula Romani Pontifices del 31 de enero de 1818. El 25 de mayo siguiente Carlo Monti, transferido de la diócesis de Sarsina, fue nombrado obispo de la diócesis ampliada de Cagli.
Sin embargo, a petición de los habitantes de Pergola, la ciudad y su antiguo territorio, con la adición de una porción de territorio tomado de Cagli, fueron elevados a diócesis por el mismo papa mediante la bula Commissa tenuitati del 18 de enero de 1819; al mismo tiempo la nueva diócesis de Pergola se unió aeque principaliter a la diócesis de Cagli.
La diócesis tenía su propia catedral, en la gran iglesia de San Agustín, renovada con financiación del papa Gregorio XVI y terminada en 1841. Los agustinos fueron trasladados a la imponente iglesia de San Francisco, abandonada por los franciscanos conventuales. En el convento de San Agustín se creó el palacio episcopal, junto con el seminario con una veintena de estudiantes. A principios del siglo XX el obispo Ettore Fronzi (1908-1918) decidió cerrar el seminario de Pergola y trasladar a los seminaristas al único seminario de Cagli.
El 8 de julio de 1836, mediante el breve Bonum pastorem, el papa Gregorio XVI suprimió la abadía nullius de San Lorenzo in Campo e incorporó su territorio a la diócesis de Pergola.
El 19 de marzo de 1984 mediante el decreto Conferentia Episcopalis de la Congregación para los Obispos, la diócesis adquirió la parroquia de San Bartolomeo Martire di Percozzone, fracción de Pergola, hasta entonces sometida a los obispos de Nocera Umbra y Gualdo Tadino.
En el momento de la plena unión con las diócesis de Fano, Fossombrone y Cagli, la diócesis de Pergola incluía 7 parroquias:
- 1 en la comuna de Mondavio: Santa Maria Assunta;
- 4 en la comuna de Pergola: Sant'Andrea (catedral), Santi Francesco e Biagio, Sagrado Corazón de Jesús en Bellisio Solfare y Santa Maria Assunta;
- 1 en la comuna de San Lorenzo in Campo: Santi Biagio y Martino;
- 1 en la comuna de Serra Sant'Abbondio: Santi Biagio y Abbondio.

### Diócesis de Fano-Fossombrone-Cagli-Pergola
El 1 de junio de 1973, Costanzo Micci fue nombrado obispo de Fano y Fossombrone y, el 15 de enero de 1977, obispo de Cagli y Pergola: de este modo las diócesis se encontraron unidas in persona episcopi, mientras Cagli y Pergola permanecían unidas aeque principaliter.
El 30 de septiembre de 1986, mediante el decreto Instantibus votis de la Congregación para los Obispos, se estableció la unión plena de las diócesis de Fano, Fossombrone, Cagli y Pergola y la nueva circunscripción eclesiástica tomó su nombre actual: primer obispo de la nueva diócesis, sufragáneo de la arquidiócesis de Urbino-Urbania-Sant'Angelo en Vado, fue Mario Cecchini.
El 1 de enero de 1990 dos parroquias de la comuna de Piobbico (San Donato y Santa María) fueron anexadas a la arquidiócesis de Urbino-Urbania-Sant'Angelo en Vado mediante el decreto Quo aptius de la Congregación para los Obispos.
El 2 de marzo de 2000 la diócesis pasó a formar parte de la provincia eclesiástica de la arquidiócesis de Pésaro.
El 14 de diciembre de 2013, en los locales del antiguo seminario pontificio regional de Fano se inauguró el "Museo Diocesano", compuesto por dos secciones: la sección lapidaria, compuesta por una serie de hallazgos epigráficos, ornamentales y figurativos, de origen mayoritariamente desconocido; y la sección de museos, con obras de notable y variado interés histórico, artístico y litúrgico.

## Estadísticas
Según el Anuario Pontificio 2022 la diócesis tenía a fines de 2021 un total de 137 850 fieles bautizados.
| Año                                                                             | Población            | Población | Población      | Sacerdotes | Sacerdotes    | Sacerdotes    | Bautizados por sacerdote | Diáconos permanentes | Religiosos | Religiosos | Parroquias |
| Año                                                                             | Bautizados católicos | Total     | % de católicos | Total      | Clero secular | Clero regular | Bautizados por sacerdote | Diáconos permanentes | Varones    | Mujeres    | Parroquias |
| ------------------------------------------------------------------------------- | -------------------- | --------- | -------------- | ---------- | ------------- | ------------- | ------------------------ | -------------------- | ---------- | ---------- | ---------- |
| Diócesis de Fano                                                                |                      |           |                |            |               |               |                          |                      |            |            |            |
| 1950                                                                            | 60 590               | 60 590    | 100.0          | 128        | 80            | 48            | 473                      |                      | 62         | 210        | 47         |
| 1970                                                                            | 75 000               | 75 000    | 100.0          | 138        | 97            | 41            | 543                      |                      | 49         | 230        | 52         |
| 1980                                                                            | 79 500               | 80 000    | 99.4           | 111        | 77            | 34            | 716                      |                      | 34         | 180        | 53         |
| Diócesis de Fossombrone                                                         |                      |           |                |            |               |               |                          |                      |            |            |            |
| 1950                                                                            | 27 716               | 27 716    | 100.0          | 61         | 55            | 6             | 454                      |                      | 7          | 45         | 40         |
| 1969                                                                            | 19 105               | 19 157    | 99.7           | 56         | 42            | 14            | 341                      |                      | 16         | 28         | 23         |
| 1980                                                                            | 20 100               | 20 200    | 99.5           | 54         | 47            | 7             | 372                      |                      | 7          | 17         | 43         |
| Diócesis de Cagli y Pergola                                                     |                      |           |                |            |               |               |                          |                      |            |            |            |
| 1950                                                                            | 33 607               | 34 280    | 98.0           | 80         | 65            | 15            | 420                      |                      | 16         | 78         | 53         |
| 1959                                                                            | 33 012               | 34 110    | 96.8           | 68         | 54            | 14            | 485                      |                      | 15         | 70         | 54         |
| 1969                                                                            | 25 738               | 25 752    | 99.9           | 64         | 50            | 14            | 402                      |                      | 18         | 71         | 34         |
| 1980                                                                            | 26 060               | 26 224    | 99.4           | 45         | 35            | 10            | 579                      |                      | 15         | 56         | 60         |
| Diócesis de Fano-Fossombrone-Cagli-Pergola                                      |                      |           |                |            |               |               |                          |                      |            |            |            |
| 1990                                                                            | 132 140              | 133 340   | 99.1           | 194        | 149           | 45            | 681                      | 1                    | 47         | 244        | 80         |
| 1999                                                                            | 121 000              | 125 000   | 96.8           | 163        | 122           | 41            | 742                      | 11                   | 48         | 207        | 74         |
| 2000                                                                            | 121 132              | 122 502   | 98.9           | 163        | 123           | 40            | 743                      | 11                   | 47         | 167        | 74         |
| 2001                                                                            | 121 215              | 122 900   | 98.6           | 160        | 120           | 40            | 757                      | 11                   | 47         | 167        | 74         |
| 2002                                                                            | 122 100              | 127 300   | 95.9           | 152        | 115           | 37            | 803                      | 11                   | 44         | 161        | 74         |
| 2003                                                                            | 123 600              | 128 150   | 96.4           | 143        | 110           | 33            | 864                      | 11                   | 39         | 157        | 74         |
| 2004                                                                            | 124 300              | 128 900   | 96.4           | 142        | 109           | 33            | 875                      | 11                   | 37         | 162        | 74         |
| 2006                                                                            | 126 064              | 128 916   | 97.8           | 142        | 106           | 36            | 887                      | 13                   | 43         | 162        | 74         |
| 2013                                                                            | 134 000              | 138 065   | 97.1           | 124        | 96            | 28            | 1080                     | 16                   | 36         | 146        | 74         |
| 2016                                                                            | 134 000              | 138 065   | 97.1           | 136        | 102           | 34            | 985                      | 17                   | 43         | 143        | 74         |
| 2019                                                                            | 133 600              | 138 375   | 96.5           | 123        | 88            | 35            | 1086                     | 17                   | 44         | 143        | 74         |
| 2021                                                                            | 137 850              | 142 850   | 96.5           | 115        | 80            | 35            | 1198                     | 19                   | 41         | 141        | 74         |
| Fuente: Catholic-Hierarchy, que a su vez toma los datos del Anuario Pontificio. |                      |           |                |            |               |               |                          |                      |            |            |            |

## Episcopologio

### Obispos de Fano
- Tolomeo? †
- Eusebio? †[nota 12]
- Anónimo? †[nota 13]
- San Paterniano † (siglo IV)
- Anónimo? †
- San Vitale † (mencionado en 499)
- San Eusebio † (antes de noviembre de 502-después de Pascua de 526)[22]
- Leone? † (589-595/596)[nota 14]
- San Fortunato † (mencionado en 596)[23]
- San Orso † (circa 625-circa 639 falleció)
- Scolastico † (mencionado en 649)
- Domenico † (mencionado en 680)
- Pietro I? †[nota 15]
- Amato † (mencionado en 743)[24]
- Mauro † (mencionado en 769)[24]
- Agriperto † (mencionado en 826[24]-851 falleció)
- Giovanni I † (851-877 falleció)
- Marco † (877-?)
- Romano † (antes de 887-después de 904)
- Riccardo I † (antes de 963-después de 967)
- Gerardo? † (mencionado en 983)[nota 16]
- Rinaldo o Rainaldo I † (circa 1010-?)
- Alberto? † (mencionado en 1027)[nota 17]
- Ugo † (mencionado en 1036)[25]
- Arduino † (antes de 1050-después de 1085)[25]
- Pietro II † (circa 1090-noviembre de 1135 falleció)[25]
- Rinaldo o Rainaldo II † (1136-1165 falleció)
- Carbo o Carbone † (1165-1177 falleció)
- Monaldo † (1178-1214 falleció)
- Riccardo II † (antes del 16 de marzo de 1214-1223)
- Alberto II † (1223-1240)[nota 18]
- Gregorio, O.P. † (1240-1245)
- Adiuto † (1245-1265 falleció)
- Morando, O.P. † (4 de octubre de 1265-1275 o 1276 falleció)
- Fedemondo o Fedismondo † (15 de julio de 1278-noviembre de 1283 falleció)
- Borromeo o Bonomo o Romano † (13 diciembre de 1283-1288 o 1289 falleció)
- Francesco I † (17 de abril de 1289-12 diciembre de 1295 nombrado obispo de Senigallia)
- Berardo, O.S.B. † (12 diciembre de 1295-agosto de 1305 falleció)
- Giacomo I † (22 de enero de 1306-1312 falleció)
- Giacomo II † (12 de junio de 1312-antes del 11 de septiembre de 1339 falleció)
- Pietro III † (10 de julio de 1342-1356 falleció)
- Luca Mannelli, O.P. † (22 de enero de 1358-1362 renunció o falleció)
- Leone II (Leoncino), O.F.M. † (8 de noviembre de 1362-1388 falleció)
- Pietro IV, O.E.S.A. † (26 de febrero de 1389-abril de 1394 falleció)
- Giovanni II, O.P. † (14 de octubre de 1394-1407 falleció)
- Antonio I David † (20 de mayo de 1407-1417 falleció)[26]
  - Antonio Carbone † (1410-1413) (antiobispo)[26]
- Giovanni Firmoni † (15 diciembre de 1417-1419 falleció)
- Giovanni Bertoldi, O.F.M. † (1419-15 de febrero de 1445 falleció)[nota 19]
- Giovanni Enrico De Tonsis, O.F.M. † (10 de marzo de 1445-1482 falleció)
- Domenico Antonio, O.F.M. † (2 de agosto de 1482-1499 falleció)
- Giovanni Battista Bertuccioli, O.S.B. † (11 de septiembre de 1500-1518 falleció)
- Gregorio (Goro) Gheri † (10 de noviembre de 1518-antes del 17 de febrero de 1524 renunció)
  - Ercole Gonzaga † (antes del 17 de febrero de 1524-1530 renunció) (administrador apostólico)
  - Cosimo Gheri † (24 de enero de 1530-22 o 24 de septiembre de 1537 falleció) (obispo electo)[nota 20]
- Pietro Bertani, O.P. † (28 de noviembre de 1537-8 de marzo de 1558 falleció)
  - Ercole Gonzaga † (1558-1560 renunció) (administrador apostólico por segunda vez)
- Ippolito Capilupi † (21 de enero de 1560-1567 renunció)
- Francesco Rusticucci † (31 de enero de 1567-1587 falleció)
- Giulio Ottinelli † (28 de septiembre de 1587-25 de febrero de 1603 falleció)
- Tommaso Lapis † (21 de abril de 1603-2 de junio de 1622 falleció)
- Francesco III Boncompagni † (11 de julio de 1622-2 de marzo de 1626 nombrado arzobispo de Nápoles)
- Giulio Cesare Sacchetti † (17 de marzo de 1626-16 de septiembre de 1635 renunció)
- Ettore Diotallevi † (16 de septiembre de 1635-30 de abril de 1641 falleció)[nota 21]
- Alessandro Castracane † (22 de junio de 1643-22 de julio de 1649 falleció)
- Giovanni Battista Alfieri † (9 diciembre de 1649-17 de septiembre de 1676 falleció)
- Angelo Maria Ranuzzi † (18 de abril de 1678-17 de mayo de 1688 nombrado arzobispo de Bolonia)
- Taddeo Luigi dal Verme † (20 diciembre de 1688-2 de enero de 1696 nombrado obispo de Imola)
- Giovanni Battista Giberti † (17 diciembre de 1696-26 de noviembre de 1720 falleció)
- Alessandro Dolfi † (16 de julio de 1721-14 de agosto de 1733 falleció)
- Giacomo Beni † (28 de septiembre de 1733-16 de junio de 1764 falleció)
- Giovanni Battista Orsi † (17 diciembre de 1764-26 diciembre de 1774 falleció)
- Pellegrino Consalvi † (13 de marzo de 1775-2 de febrero de 1787 falleció)
- Antonio Gabriele Severoli † (23 de abril de 1787-28 de septiembre de 1801 nombrado arzobispo titular de Petra de Palestina)[nota 22]
  - Sede vacante (1801-1808)
- Francesco Paolucci Mancinelli † (11 de enero de 1808-octubre de 1815 falleció)
- Nicola Serarcangeli † (14 de abril de 1817-11 de junio de 1833 falleció)
- Luigi Carsidoni † (29 de julio de 1833-3 diciembre de 1856 falleció)
- Filippo Vespasiani † (15 diciembre de 1856-7 de octubre de 1877 falleció)
- Camillo Santori † (28 diciembre de 1877-9 de mayo de 1882 renunció[nota 23])
- Camillo Ruggeri † (3 de julio de 1882-23 de marzo de 1896 falleció)
- Vincenzo Franceschini † (22 de junio de 1896-29 de marzo de 1916 falleció)[nota 24]
- Giustino Sanchini † (5 de junio de 1916-23 de febrero de 1937 falleció)
- Vincenzo Del Signore † (20 de septiembre de 1937-13 de marzo de 1967 falleció)
  - Sede vacante (1967-1973)
- Costanzo Micci † (1 de junio de 1973-4 de septiembre de 1985 falleció)
- Mario Cecchini † (11 de febrero de 1986-30 de septiembre de 1986 nombrado obispo de Fano-Fossombrone-Cagli-Pergola)

### Obispos de Fossombrone
La tradición local, a partir del siglo XVI, ha integrado la cronología de Fossombrone con nombres de obispos no documentados históricamente, anticipando la fundación de la diócesis al siglo I. Los obispos son: Settimio (109), Fabiano (127), Adriano (222), Innocenzo (231), Andrea (310), Alessandro (409), Carlo (435). Según Francesco Lanzoni estos obispos son nombres ficticios.
- San Timoteo † (circa 284-304)
- Innocenzo II † (antes de 499-después de 502)[nota 25]
- Paolino † (mencionado en 559)[28]
- Marco? † (649)[29]
- Paolo? † (735)[29]
- Leopardo † (mencionado en 826)
- Giovanni † (antes de 853-después de 869)[nota 26]
- Pietro I † (antes de 876-después de 878)
- Andrea? † (mencionado en 908)[29]
- Reginaldo † (mencionado en 967)[30]
- Adamo † (antes de 1036-después de abril de 1044)[30]
- Anónimo †[nota 27]
- Benedetto † (antes de 1049- después de mayo de 1070)[30]
- Folcuino o Folco † (antes de 1076-después de 1086)[30]
- Ubaldo? † (mencionado en 1099)[29]
- Monaldo I? † (mencionado en 1112)[29]
- Gualfredo † (antes de 1140-después de 1046)
- Niccolò II † (antes de 1179-después de 1197)
- Monaldo II † (antes de 1219-circa 1230 falleció)
- San Aldebrando † (circa 1230-después de agosto de 1249 falleció)[31]
- Beato Riccardo? † (circa 1250-1255)[nota 28]
- Gentile I † (antes de marzo de 1255-después de 1265)
- Ildebrando † (mencionado en 1270)
- Gentile II † (?-circa 1286 falleció)[nota 29]
- Giacomo o Iacopo † (25 de febrero de 1286-1295 falleció)
- Monaldo II † (12 de octubre de 1296-1304 falleció)
- Giovanni III, O.S.B. † (17 de febrero de 1304-1317 falleció)
- Pietro de' Gabrielli † (24 de abril de 1317-8 de agosto de 1327 nombrado obispo de Gubbio)
- Filippo † (25 de septiembre de 1327-1333 falleció)
- Arnaldo † (1333-7 de octubre de 1342 nombrado obispo de Apt)
- Ugolino † (20 de noviembre de 1342-1363 falleció)
- Galvano o Garrano di Padova, O.E.S.A. † (11 diciembre de 1363-octubre de 1372 falleció)
- Oddone Ranieri † (23 de noviembre de 1372-1408 falleció)
- Ruello de' Roelli † (1408-1420 falleció)
- Giovanni Mucci † (12 de agosto de 1420-1432 falleció)
- Delfino Gozzardini, O.Cist. † (23 de marzo de 1433-1434 falleció)
- Andrea da Montecchio † (18 de agosto de 1434-29 de octubre de 1434 nombrado obispo de Osimo)
- Gabriele Benveduti † (29 de octubre de 1434-1449 falleció)
- Agostino Lanfranchi † (25 de junio de 1449-25 de septiembre de 1469 falleció)
- Gerolamo Santucci † (13 de octubre de 1469-25 de julio de 1494 falleció)
- Paolo da Middelburg † (30 de julio de 1494-1534 falleció)
- Giovanni Guidiccioni † (16 diciembre de 1534-1541 falleció)
- Niccolò Ardinghelli † (13 de julio de 1541-16 de marzo de 1547 renunció)
- Lodovico Ardinghelli † (16 de marzo de 1547-2 o 9 de febrero de 1569 falleció)
- Alessandro Mazza † (1 de abril de 1569-1575 renunció)
- Orazio Montegranelli † (29 de abril de 1577-abril de 1579 falleció)
- Ottavio Accoramboni † (15 de mayo de 1579-1610 renunció)
- Giovanni Canauli (Cannuli) † (2 de agosto de 1610-1612 renunció)
- Lorenzo Landi † (4 de julio de 1612-12 diciembre de 1627 falleció)
- Benedetto Landi † (5 de junio de 1628-15 de noviembre de 1632 renunció)
- Giovanni Battista Landi † (21 de febrero de 1633-20 de mayo de 1647 falleció)
- Giambattista Zeccadoro † (24 de agosto de 1648-16 de noviembre de 1696 falleció)
- Lorenzo Fabbri (Fabri), O.F.M.Conv. † (14 de enero de 1697-17 de abril de 1709 falleció)
- Carlo Palma † (19 de junio de 1709-marzo de 1718 falleció)
- Eustachio Palma † (11 de mayo de 1718-2 de septiembre de 1754 falleció)
- Apollinare Peruzzini, O.S.A. † (17 de marzo de 1755-25 de enero de 1774 falleció)
- Rocco Maria Barsanti, C.R.M. † (13 de marzo de 1775-20 de septiembre de 1779 nombrado obispo de Pésaro)
- Felice Paoli † (20 de septiembre de 1779-12 de mayo de 1800 nombrado obispo de Recanati y Loreto)
- Stefano Bellini † (11 de agosto de 1800-23 de marzo de 1807 nombrado obispo de Recanati y Loreto)
- Giulio Maria Alvisini † (11 de enero de 1808-31 de agosto de 1823 falleció)
- Ludovico Luigi Ugolini † (24 de mayo de 1824-16 de noviembre de 1850 falleció)
- Filippo Fratellini † (17 de febrero de 1851-13 de abril de 1884 falleció)
- Alessio Maria Biffoli, O.S.M. † (13 de abril de 1884 por sucesión-21 de febrero de 1892 falleció)
- Vincenzo Franceschini † (11 de julio de 1892-22 de junio de 1896 nombrado obispo de Fano)
- Dionisio Alessandri † (22 de junio de 1896-22 de agosto de 1904 falleció)
- Achille Quadrozzi † (14 de noviembre de 1904-5 diciembre de 1913 falleció)
- Pasquale Righetti † (19 de febrero de 1914-20 diciembre de 1926 nombrado obispo de Savona y Noli)
  - Sede vacante (1926-1931)
- Amedeo Polidori † (23 de septiembre de 1931-2 de febrero de 1961 renunció[nota 30])
- Vittorio Cecchi † (10 de febrero de 1961-1 de junio de 1973 nombrado obispo auxiliar de Macerata y Tolentino, Cingoli, Recanati y Treia[nota 31])
- Costanzo Micci † (1 de junio de 1973-4 de septiembre de 1985 falleció)
- Mario Cecchini † (11 de febrero de 1986-30 de septiembre de 1986 nombrado obispo de Fano-Fossombrone-Cagli-Pergola)

### Obispos de Cagli
La cronología de los obispos de Cagli durante el primer milenio es incierta y controvertida, debido a la homonimia entre los nombres latinos de Cagli (Calliensis), de Calvi (Calvensis o Calensis) y de Gallese (Gallensis), que llevó a los autores a asignar a los obispos documentado por las fuentes a tal o cual diócesis.
- Greciano? † (mencionado en 359)[nota 32]
- Romano? † (mencionado en 499)[10]
- Vaticano? † (mencionado en 502)[nota 33]
- Donato? † (?-721 falleció)[32]
- Passivo I (o Podio)? † (721-?)[32]
- Anastasio? † (mencionado en 731)[nota 34]
- Rodolfo † (mencionado en 761)[nota 35]
- Gioviano † (mencionado en 769)[33]
- Adelfredo † (mencionado en 774)
- Passivo II † (mencionado en 826)[nota 36]
- Andrea † (mencionado en 853)[34]
- Martino I † (mencionado en 861)[35]
- Giovanni I † (mencionado en 881)
- Odolardo † (mencionado en 887)
- Martino II † (mencionado en 898)
- Giovanni II? † (antes de 967-después de 968)[nota 37]
- Liutolfo † (?-1045 renunció)[nota 38]
- Ugo I † (antes de 1058-después de 1062)[nota 39]
- Giovanni III (Morigi?) † (mencionado en julio de 1068)[nota 40]
- Ugo II (Siccardi?) † (antes de mayo de 1070-después de 1093)[nota 41]
- Ambrogio † (mencionado en 1106 o 1116)[36]
- Quirico (o Quinico o Giumeo) † (mencionado en 1154)
- San Rainerio † (antes de 1160-1175 nombrado arzobispo de Spalato)
- Alloderico (o Alloderio) † (1176-circa 1211 falleció)
- Andronico † (1211-?)
- Anselmo † (mencionado en 1217)
- Alberto † (mencionado en 1229)
- Egidio, O.S.B. † (1233-1259 falleció)
- Morando, O.P. † (1259-4 de octubre de 1265 nombrado obispo de Fano)
- Ugolino Acquaviva † (22 de septiembre de 1266-circa 1269 falleció)
  - Iacopo o Ugolino † (antes del 8 de septiembre de 1270-1276 falleció) (administrador apostólico)
- Rinaldo Siccardi † (1276-? falleció)
- Guglielmo Mastini † (21 de julio de 1285-28 de marzo de 1295 nombrado obispo de Aquino)
- Ottavio, O.S.B. † (2 de enero de 1296-1296 falleció)
- Agnolo o Angelo da Camerino, O.E.S.A. † (17 diciembre de 1296-22 de abril de 1298 nombrado obispo de Fiesole)
- Lituardo Cerruti o Cervati † (22 de abril de 1298-1301?)
- Pacifico † (mencionado en 1301)
- Giovanni † (mencionado en 1304)
- Rogerio Todini, O.F.M. † (mencionado en 1315)
- Pietro I † (25 de febrero de 1319-25 de enero de 1326 depuesto)
- Alberto o Roberto Sicardi, O.F.M. † (14 de marzo de 1328-1342 falleció)
- Guido Luzi o Guidone Spini † (4 de marzo de 1342-13 de septiembre de 1347 falleció)
- Pietro II, O.P. † (antes del 30 de abril de 1348-1353)
- Tommaso Sferrato, O.F.M. † (6 de noviembre de 1353-29 de enero de 1378 nombrado obispo de Marsico Nuovo)
- Agostino, O.E.S.A. † (15 de febrero de 1378-12 de noviembre de 1395 nombrado obispo de Gaeta)
  - Agostino, O.E.S.A. † (14 de noviembre de 1395-agosto de 1397 falleció) (administrador apostólico)
- Niccolò Merciario o Marciari † (7 de julio de 1398-3 de noviembre de 1413 renunció[nota 42])
- Giovanni Buono Luzi † (3 de noviembre de 1413-1429 falleció)
- Genesio o Senesio † (27 diciembre de 1429-1439 falleció)
- Antonio Severi o Severini † (14 diciembre de 1439-15 de julio de 1444 nombrado obispo de Gubbio)
- Simone Paolo Crispigni o Grespigni † (14 de octubre de 1444-octubre de 1460 falleció)
- Consoluccio o Consoluto Mastini † (18 de octubre de 1460-11 de marzo de 1474 renunció)
- Pierantonio Mastini † (11 de marzo de 1474-1478 falleció)
- Guido Bonclerici o Boncheri † (9 de septiembre de 1478-febrero de 1484 falleció)
- Barzio o Barozio Barzi † (29 de marzo de 1484-15 de mayo de 1494 falleció)
- Bartolomeo Torelli, O.P. † (23 de julio de 1494-1496 falleció)
- Gaspare Golfi, O.F.M. † (5 de marzo de 1498-enero de 1503 falleció)
- Ludovico de Lagoria, O.P. † (8 de marzo de 1503-23 de febrero de 1504 nombrado obispo de Lavello)
- Bernardino De Lei † (23 de febrero de 1504-6 de enero de 1506 falleció)
- Antonio Crastini (o Castriani), O.F.M. † (17 de marzo de 1506-21 de mayo de 1507 nombrado obispo de Montefeltro)
- Giorgio Benigno Salviati, O.F.M. † (21 de mayo de 1507-circa de marzo de 1513 nombrado arzobispo de Nazaret)
- Tommaso Albizi (o Albini), O.P. † (1513-10 de febrero de 1525 nombrado obispo titular de Belén)
- Cristoforo Guidalotti Ciocchi del Monte † (10 de febrero de 1525-27 de junio de 1550 nombrado obispo de Marsella)
- Giovanni Ciocchi del Monte † (27 de junio de 1550-10 de agosto de 1554 falleció)
- Cristoforo Guidalotti Ciocchi del Monte † (9 de marzo de 1556-27 de octubre de 1564 falleció) (por segunda vez)
- Giovanni Battista Torleoni † (7 de febrero de 1565-20 de julio de 1567 falleció)
- Paolo Maria Della Rovere † (8 de octubre de 1567-12 de junio de 1591 falleció)
- Ascanio Libertano (Libertani) † (19 de julio de 1591-10 de marzo de 1607 falleció)
- Timocrate (Democrate) Aloigi † (14 de mayo de 1607-17 de febrero de 1610 falleció)
- Filippo Bili (Bigli), C.R. † (17 de mayo de 1610-24 de agosto de 1629 falleció)
- Giovanni Francesco Passionei † (3 diciembre de 1629-27 de noviembre de 1641 nombrado obispo de Pésaro)
- Pacifico Trani (Trasi), O.F.M. † (24 de marzo de 1642-31 diciembre de 1659 o 1 de enero de 1660 falleció)
- Castracane De' Castracani † (5 de mayo de 1660-17 de octubre de 1669 falleció)
- Andrea Tamantini † (6 de octubre de 1670-marzo de 1685 falleció)
- Giulio Giacomo Castellani, C.R.S.A. † (1 de abril de 1686-enero de 1694 falleció)
- Benedetto Luperti † (19 de abril de 1694-23 de septiembre de 1709 falleció)
- Alfonso De' Belincioni † (7 de abril de 1710-12 de junio de 1721 falleció)
- Gianfrancesco De' Bisleti † (24 de septiembre de 1721-9 diciembre de 1726 nombrado obispo de Segni)
- Girolamo Maria Allegri, O.S.M. † (9 diciembre de 1726-1744 falleció)
- Silvestro Lodovico Paparelli † (7 de septiembre de 1744-7 de octubre de 1754 falleció)
- Lodovico Agostino Bertozzi † (16 diciembre de 1754-20 de septiembre de 1802 falleció)
  - Sede vacante (1802-1806)
- Alfonso Cingari † (31 de marzo de 1806-14 de junio de 1817 falleció)
- Carlo Monti † (25 de mayo de 1818-18 de enero de 1819 nombrado obispo de Cagli y Pergola)

### Obispos de Cagli y Pergola
- Carlo Monti † (18 de enero de 1819-7 de enero de 1842 falleció)
- Bonifacio Cajani † (22 de julio de 1842-9 de junio de 1863 falleció)
- Francesco Andreoli † (21 diciembre de 1863-9 de mayo de 1875 falleció)
- Luigi Raffaele Zampetti † (5 de julio de 1875-29 de septiembre de 1876 nombrado obispo de Rímini)
- Gioachino Cantagalli † (29 de septiembre de 1876-10 de noviembre de 1884 nombrado obispo de Faenza)
- Giovanni Battista Scotti † (10 de noviembre de 1884-18 de mayo de 1894 nombrado obispo de Osimo y Cingoli)
- Giuseppe Maria Aldanesi † (18 de marzo de 1895-16 de mayo de 1906 renunció)[nota 43]
  - Sede vacante (1906-1908)
- Ettore Fronzi † (12 de septiembre de 1908-14 diciembre de 1918 nombrado arzobispo de Camerino)
- Augusto Curi † (23 diciembre de 1918- 5 de mayo de 1925 nombrado arzobispo de Bari)
- Giuseppe Venturi † (9 de julio de 1926-18 de febrero de 1931 nombrado arzobispo de Chieti)
- Filippo Mantini † (22 de junio de 1931-13 de marzo de 1939 falleció)
- Raffaele Campelli † (8 de agosto de 1939-15 de enero de 1977 retirado)
- Costanzo Micci † (15 de enero de 1977-4 de septiembre de 1985 falleció)
- Mario Cecchini † (11 de febrero de 1986-30 de septiembre de 1986 nombrado obispo de Fano-Fossombrone-Cagli-Pergola)

### Obispos de Fano-Fossombrone-Cagli-Pergola
- Mario Cecchini † (30 de septiembre de 1986-8 de septiembre de 1998 renunció)
- Vittorio Tomassetti † (8 de septiembre de 1998 por sucesión-21 de julio de 2007 retirado)
- Armando Trasarti (21 de julio de 2007-3 de mayo de 2023 retirado)
- Andrea Andreozzi, desde el 3 de mayo de 2023

### Para la sede de Fano
- (en latín) Ferdinando Ughelli, Italia sacra, vol. I, segunda edición, Venecia, 1717, col. 656-672
- (en italiano) Giuseppe Cappelletti, Le Chiese d'Italia dalla loro origine sino ai nostri giorni, Venecia, 1848, vol. VII, pp. 321-433
- (en italiano) Francesco Lanzoni, Le diocesi d'Italia dalle origini al principio del secolo VII (an. 604), vol. I, Faenza, 1927, pp. 497-499
- (en latín) Paul Fridolin Kehr, Italia pontificia, vol. IV, Berlín, 1909, pp. 184-191
- (en alemán) Gerhard Schwartz, Die besetzung der bistümer Reichsitaliens unter den sächsischen und salischen kaisern: mit den listen der bischöfe, 951-1122, Leipzig-Berlín, 1913, pp. 242-243
- (en latín) Pius Bonifacius Gams, Series episcoporum Ecclesiae Catholicae, Graz, 1957, pp. 689-691
- (en latín) Konrad Eubel, Hierarchia Catholica Medii Aevi, vol. 1, p. 245; vol. 2, p. 152; vol. 3, p. 194; vol. 4, pp. 184-185; vol. 5, p. 198; vol. 6, p. 213

### Per la sede de Fossombrone
- (en inglés) Ficha de la diócesis de Fossombrone en www.catholic-hierarchy.org
- (en inglés) Ficha de la diócesis de Fossombrone en www.gcatholic.org
- (en latín) Ferdinando Ughelli, Italia sacra, vol. II, segunda edición, Venecia, 1717, col. 826-840
- (en italiano) Giuseppe Cappelletti, Le Chiese d'Italia dalla loro origine sino ai nostri giorni, Venecia, 1845, vol. III, pp. 265-283
- (en italiano) Francesco Lanzoni, Le diocesi d'Italia dalle origini al principio del secolo VII (an. 604), vol. I, Faenza, 1927, pp. 495-497
- (en latín) Paul Fridolin Kehr, Italia pontificia, vol. IV, Berlín, 1909, pp. 214-217
- (en alemán) Gerhard Schwartz, Die besetzung der bistümer Reichsitaliens unter den sächsischen und salischen kaisern: mit den listen der bischöfe, 951-1122, Leipzig-Berlín, 1913, pp. 243-244
- (en latín) Pius Bonifacius Gams, Series episcoporum Ecclesiae Catholicae, Graz, 1957, pp. 698-699
- (en latín) Konrad Eubel, Hierarchia Catholica Medii Aevi, vol. 1, p. 254; vol. 2, p. 156; vol. 3, p. 198; vol. 4, pp. 189-190; vol. 5, p. 204; vol. 6, pp. 218-219

### Para la sede de Cagli
- (en inglés) Ficha de la diócesis de Cagli en www.gcatholic.org
- (en latín) Ferdinando Ughelli, Italia sacra, vol. II, segunda edición, Venecia, 1717, col. 808-826
- (en italiano) Giuseppe Cappelletti, Le Chiese d'Italia dalla loro origine sino ai nostri giorni, Venecia, 1845, vol. III, pp. 235-253
- (en italiano) Francesco Lanzoni, Le diocesi d'Italia dalle origini al principio del secolo VII (an. 604), vol. I, Faenza, 1927, pp. 494-495
- (en italiano) Antonio Tarducci, De' vescovi di Cagli, Cagli 1896
- (en latín) Paul Fridolin Kehr, Italia pontificia, vol. IV, Berlín, 1909, pp. 222-226
- (en alemán) Gerhard Schwartz, Die besetzung der bistümer Reichsitaliens unter den sächsischen und salischen kaisern: mit den listen der bischöfe, 951-1122, Leipzig-Berlín, 1913, pp. 241-242
- (en latín) Pius Bonifacius Gams, Series episcoporum Ecclesiae Catholicae, Graz, 1957, pp. 677-679
- (en latín) Konrad Eubel, Hierarchia Catholica Medii Aevi, vol. 1, p. 158; vol. 2, p. 115; vol. 3, p. 147; vol. 4, p. 129; vol. 5, p. 137; vol. 6, pp. 140-141

### Para la sede de Cagli y Pergola
- (en inglés) Ficha de la diócesis de Cagli y Pergola en www.catholic-hierarchy.org
- (en inglés) Ficha de la diócesis de Cagli y Pergola en www.gcatholic.org
- (en italiano) Giuseppe Cappelletti, Le Chiese d'Italia dalla loro origine sino ai nostri giorni, Venecia, 1845, vol. III, pp. 254-263